# Saprolegniales
Saprolegniales A. Fisch. – rząd organizmów grzybopodobnych zaliczanych do lęgniowców.

## Charakterystyka
W 2010 r. do rzędu Saprolegniales należały 172 gatunki. Występują w wodach słodkich, rzadziej w wodzie morskiej. Charakteryzują się dobrze rozwiniętą plechą strzępkową. Bezpłciowo rozmnażają się przez pływki wytwarzane w długich, zarodniach o cylindrycznym kształcie, płciowo przez gładkościenne oospory wytwarzane w lęgniach. W jednej lęgni często powstaje kilka oospor. U niektórych gatunków występuje poliplanetyzm – zdolność do kilkukrotnego tworzenia pływek z jednej pływki.
Są saprotrofami lub pasożytami. W rodzinie Saprolegniaceae występują gatunki będące pasożytami ryb i innych zwierząt wodnych. Wywołują u nich chorobę zwaną saprolegniozą. W rodzinie Leptolegniaceae niektóre gatunki wywołują choroby roślin, m.in. zgnilizna korzeni roślin strączkowych, której sprawcą jest Aphanomyces euteiches i zgorzel siewek buraka (Aphanomyces cochlioides). Rodzaj Aphanomyces jest jedynym rodzajem w rzędzie Saprolegniales, w którym występują gatunki będące pasożytami roślin.

## Systematyka i nazewnictwo
Pozycja w klasyfikacji według Index Fungorum: Saprolegniaceae, Saprolegniales, Saprolegniidae, Peronosporea, Incertae sedis, Oomycota, Chromista.
Nazwę rzędu Saprolegniales utworzył Alfred Fischer w 1892 r. Według Index Fungorum bazującego na Dictionary of the Fungi do rzędu tego należą:
- rodzina Leptolegniaceae M.W. Dick 1999
- rodzina Saprolegniaceae Kütz. 1843
- rodzaje incertae sedis